# Editorial Polar
Editorial Polar es una productora de contenidos patagónica especializada en el desarrollo de nuevos medios y canales de comunicación creativos. La empresa nació en el año 2010 sobre la base de su principal producto, la revista Noche Polar, publicada desde noviembre de 2007. A partir del año 2011, la mayoría de su capital social fue adquirido por el Grupo Indalo y comenzó a formar parte del mayor conglomerado de empresas productoras de contenido de Argentina. Es la revista de interés regional más leída del aglomerado urbano Comodoro Rivadavia - Rada Tilly.

## Historia

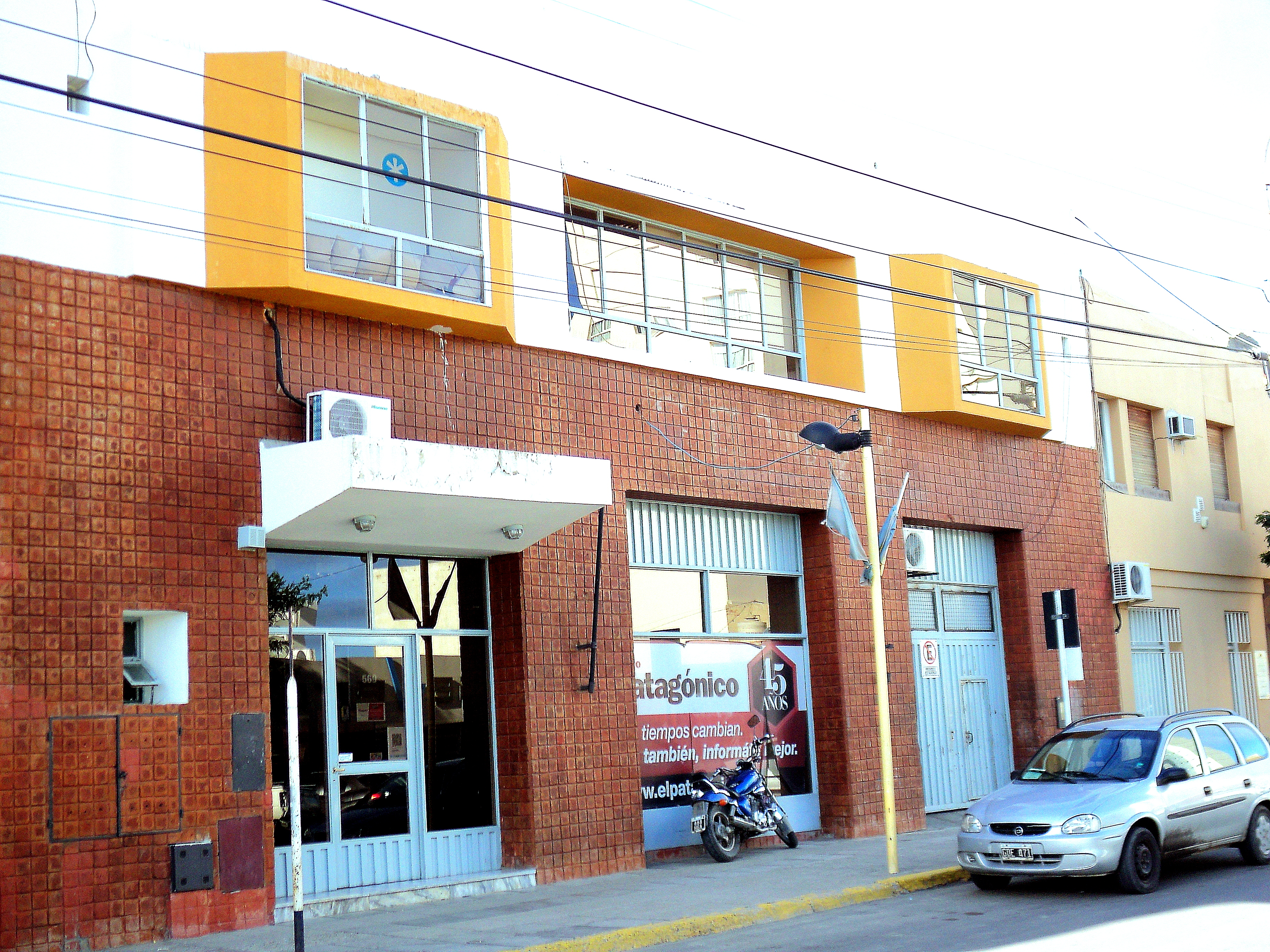
Edificio comercial y productor de la empresa sobre calle Sarmiento, en pleno centro comodorense. En planta alta se ubica Noche Polar y en la planta baja El Patagónico

La actual revista tiene sus raíces en su antecesora la Revista Noche Polar fundad en 2007. Luego de casi dos años desde su lanzamiento, con Franco Ruarte como director de arte y Leonardo Davies como gerente general, en el año 2009 Noche Polar logra posicionarse como la revista regional más leída en la ciudad. En esos tiempos se presentaron nuevos desafíos para sostener el auge de la publicación y los fundadores decidieron impulsar nuevamente la revista para asegurar el éxito de los objetivos iniciales de la editorial. Por esas razones, en el mes de enero de 2010 la revista patagónica concretó su relanzamiento. Gracias al apoyo de familiares, amigos de los emprendedores y diferentes fuentes de financiamiento privado, Editorial Polar amplía su capital para invertir en distribución, mayor tirada de ejemplares y contratación de nuevos profesionales.
La actual Editorial Polar fue fundada a principios del año 2010 por iniciativa de Franco Ruarte y Leonardo Davies Antal, dos jóvenes empresarios nacidos y criados en la Ciudad de Comodoro Rivadavia, Provincia del Chubut. Con 21 años de edad, los emprendedores crearon la empresa en torno a su principal producto, la revista Noche Polar, publicada por primera vez en el año 2007 con incipientes contenidos hechos en la zona.
Para junio de 2010 la revista logra presnecia en las principales ciudades de la provincia del Chubut y norte de Santa Cruz. En tanto logra su objetivo de distribución en toda la Patagonia argentina para finales del año.
En noviembre del año 2011, Editorial Polar se incorpora como empresa socia del multimedios del Grupo Indalo, de capitales patagónicos, considerado el mayor conglomerado de empresas productoras de contenido en Argentina. Según la web del holding, la empresa comparte la división Indalo Media con Ideas del Sur, junto a Marcelo Tinelli, el canal C5N, el sitio Minutouno.com, POP Radio 101.5, Mega 98.3, Radio 10 a nivel nacional y Canal 9, Diario Patagónico y Radio del Mar a nivel regional.

## Productos
Desde el año 2007 pública en la Patagonia argentina la revista Noche Polar, primer producto lanzado por la empresa editorial. La publicación reúne mensualmente información acerca de tendencias de la moda, diseño, música, cultura y entretenimientos, haciendo hincapié especialmente en la identidad regional de la Patagonia. Todos sus personajes de portada son referentes del arte o el espectáculo de dicha región y son destacados dentro de la sección de entrevistas denominada "Ser Polar".
Según su edición N° 62 de enero de 2014 la Revista Noche Polar tiene una tirada de 6.000 ejemplares distribuidos en las provincias de Neuquén, Río Negro, Chubut, Santa Cruz y Tierra del Fuego.
Entre las secciones más relevantes de la revista Noche Polar se encuentran las siguientes:
- Catch Up, novedades sobre cine, libros, música y tecnología por columnistas especializados.
- Consumo Consentido, informes especiales sobre las tendencias mundiales.
- Homopatagónicus, reportajes y perfiles de los referentes de la Patagonia.
- Ser Polar, entrevista de tapa a un personaje destacado de la cultura y el entretenimiento regional.
- Visión Gourmet, columna de gastronomía patagónica por Miski Pagnucco.
- Érase una Vez, sobre leyendas e historias de la Patagonia, con ilustraciones de Damián de Amiccis.
- Dime Que Haces, entrevistas a hombres y mujeres del quehacer patagónico y su estilo de vida.
- Moda, producciones fotográficas realizadas por la casa editorial.
- Antes de Irnos, historieta por el ilustrador Alejandro Aguado.

El director de la revista es uno de los socios de Editorial Polar, el diseñador gráfico Franco Ruarte. La empresa se encuentra adherida a la Asociación Argentina de Editores de Revistas (AAER).